# بايرن ميونخ للسيدات
بايرن ميونخ هو نادي كرة قدم للسيدات أُسس 7 يونيو 1970 ويلعب في الدوري الألماني للسيدات.

## التاريخ
ترقى بايرن ميونخ إلى دوري الدرجة الأولى عام 2000 ومنذ ذلك الحين وهو ينهي الدوري في وسط الترتيب. عام 2009 تمكن الفريق من أن يحقق وصافة الدوري. عام 2015، فاز النادي بالدوري الألماني لأول مرة في تاريخه وبدو أية خسارة. حافظ النادي على لقبه في موسم 2015–16 محققًا اللقب الثاني في تاريخه.